# 第27回ラスベガス映画批評家協会賞
第27回ラスベガス映画批評家協会賞（27th Las Vegas Film Critics Society awards）は、2023年の映画を対象とした映画賞。2023年12月8日にノミネート作品が発表され、同月13日に受賞者が発表された。

## 受賞結果
| 作品賞 | 監督賞 |
| --- | --- |
| - 『オッペンハイマー』 - 『バービー』 - 『ザ・キラー』 - 『キラーズ・オブ・ザ・フラワームーン』 - 『マエストロ: その音楽と愛と』 | - クリストファー・ノーラン - 『オッペンハイマー』 - ブラッドリー・クーパー - 『マエストロ: その音楽と愛と』 - グレタ・ガーウィグ - 『バービー』 - ヨルゴス・ランティモス - 『哀れなるものたち』 - セリーヌ・ソン - 『パスト ライブス/再会』 |
| 主演男優賞 | 主演女優賞 |
| - ブラッドリー・クーパー - 『マエストロ: その音楽と愛と』：レナード・バーンスタイン - ニコラス・ケイジ - 『Dream Scenario』：ポール・マシューズ - コールマン・ドミンゴ - 『ラスティン: ワシントンの「あの日」を作った男』：バイヤード・ラスティン - キリアン・マーフィー - 『オッペンハイマー』：ロバート・オッペンハイマー - ジェフリー・ライト - 『アメリカン・フィクション』：セロニアス・“モンク”・エリソン | - エマ・ストーン - 『哀れなるものたち』：ベラ・バクスター - アネット・ベニング - 『ナイアド 〜その決意は海を越える〜』：ダイアナ・ナイアド - グレタ・リー - 『パスト ライブス/再会』：ノラ・ムーン - キャリー・マリガン - 『マエストロ: その音楽と愛と』：フェリシア・モンテアレグレ・コーン・バーンスタイン - ナタリー・ポートマン - 『メイ・ディセンバー ゆれる真実』：エリザベス                   |
| 助演男優賞 | 助演女優賞 |
| - ロバート・ダウニー・ジュニア - 『オッペンハイマー』：ルイス・ストローズ - ライアン・ゴズリング - 『バービー』：ケン - グレン・ハワートン - 『ブラックベリー』：ジム・バルシリー - チャールズ・メルトン - 『メイ・ディセンバー ゆれる真実』：ジョー・ヨー - マーク・ラファロ - 『哀れなるものたち』：ダンカン・ウェダーバーン                                                                                  | - ダヴァイン・ジョイ・ランドルフ - 『ホールドオーバーズ 置いてけぼりのホリディ』：メアリー - ジョディ・フォスター - 『ナイアド 〜その決意は海を越える〜』：ボニー・ストール - レイチェル・マクアダムス - 『Are You There God? It's Me, Margaret.』：バーバラ・サイモン - ジュリアン・ムーア - 『メイ・ディセンバー ゆれる真実』：グレーシー - ロザムンド・パイク - 『Saltburn』：エルゼス・キャットン |
| 脚本賞 | 脚色賞 |
| - 『マエストロ: その音楽と愛と』 - 『AIR/エア』 - 『バービー』 - 『メイ・ディセンバー ゆれる真実』 - 『パスト ライブス/再会』 | - 『アメリカン・フィクション』 - 『Are You There God? It's Me, Margaret.』 - 『キラーズ・オブ・ザ・フラワームーン』 - 『オッペンハイマー』 - 『哀れなるものたち』 |
| 撮影賞 | 編集賞 |
| - 『オッペンハイマー』 - 『キラーズ・オブ・ザ・フラワームーン』 - 『マエストロ: その音楽と愛と』 - 『ナポレオン』 - 『Saltburn』 | - 『オッペンハイマー』 - 『AIR/エア』 - 『バービー』 - 『マエストロ: その音楽と愛と』 - 『哀れなるものたち』 |
| 作曲賞 | 歌曲賞 |
| - 『オッペンハイマー』 - 『ザ・キラー』 - 『キラーズ・オブ・ザ・フラワームーン』 - 『雪山の絆』 - 『スパイダーマン:アクロス・ザ・スパイダーバース』 | - 「アイム・ジャスト・ケン」 - 『バービー』 - 「ホワット・ワズ・アイ・メイド・フォー?」 - 『バービー』 - 「Road to Freedom」 - 『ラスティン: ワシントンの「あの日」を作った男』 - 「ピーチス」 - 『ザ・スーパーマリオブラザーズ・ムービー』 - 「Better Place」 - 『Trolls Band Together』 |
| ドキュメンタリー映画賞 | アニメ映画賞 |
| - 『STILL:マイケル・J・フォックス ストーリー』 - 『ジョン・バティステ: アメリカン・シンフォニー』 - 『ビヨンド・ユートピア 脱北』 - 『ココモ・シティ』 - 『Little Richard: I Am Everything』 | - 『スパイダーマン:アクロス・ザ・スパイダーバース』 - 『君たちはどう生きるか』 - 『マイ・エレメント』 - 『ザ・スーパーマリオブラザーズ・ムービー』 - 『ミュータント・タートルズ:ミュータント・パニック!』 |
| 外国語映画賞 | 衣装デザイン賞 |
| - 『ゴジラ-1.0』 - 『落下の解剖学』 - 『雪山の絆』 - 『When Evil Lurks』 - 『関心領域』 | - 『哀れなるものたち』 - 『バービー』 - 『カラーパープル』 - 『ナポレオン』 - 『オッペンハイマー』 |
| 美術賞 | 視覚効果賞 |
| - 『バービー』 - 『アステロイド・シティ』 - 『キラーズ・オブ・ザ・フラワームーン』 - 『オッペンハイマー』 - 『哀れなるものたち』 | - 『ザ・クリエイター/創造者』 - 『ガーディアンズ・オブ・ギャラクシー:VOLUME 3』 - 『ゴジラ-1.0』 - 『オッペンハイマー』 - 『スパイダーマン:アクロス・ザ・スパイダーバース』 |
| アクション映画賞 | コメディ映画賞 |
| - 『ジョン・ウィック:コンセクエンス』 - 『ダンジョンズ&ドラゴンズ/アウトローたちの誇り』 - 『ゴジラ-1.0』 - 『ガーディアンズ・オブ・ギャラクシー:VOLUME 3』 - 『ミッション:インポッシブル/デッドレコニング PART ONE』 | - 『バービー』 - 『アメリカン・フィクション』 - 『ダム・マネー ウォール街を狙え!』 - 『Joy Ride』 - 『マディのおしごと 恋の手ほどき始めます』 |
| ホラー/SF映画賞 | ファミリー映画賞 |
| - 『ゴジラ-1.0』 - 『ザ・クリエイター/創造者』 - 『トーク・トゥ・ミー』 - 『サンクスギビング』 - 『When Evil Lurks』 | - 『Are You There God? It's Me, Margaret.』 - 『バービー』 - 『マイ・エレメント』 - 『スパイダーマン:アクロス・ザ・スパイダーバース』 - 『ミュータント・タートルズ:ミュータント・パニック!』 |
| アンサンブル賞 | ブレイクアウト・フィルムメーカー賞 |
| - 『オッペンハイマー』 - 『バービー』 - 『カラーパープル』 - 『キラーズ・オブ・ザ・フラワームーン』 - 『Saltburn』 | - セリーヌ・ソン - 『パスト ライブス/再会』 - ジェフリー・ライト - 『アメリカン・フィクション』 - アデル・リム - 『Joy Ride』 - ニダ・マンズール - 『Polite Society』 - モリー・ゴードン、ニック・リーバーマン - 『シアター・キャンプ』 |
| 若手男優賞 | 若手女優賞 |
| - ジュード・ヒル - 『名探偵ポアロ:ベネチアの亡霊』 - マイロ・マチャド＝グレイナー - 『落下の解剖学』 - ジェイク・ライアン - 『アステロイド・シティ』 - クリスチャン・コンヴェリー - 『コカイン・ベア』 - チェイス・W・ディロン - 『ホーンテッドマンション』 | - アビー・ライダー・フォートソン - 『Are You There God? It's Me, Margaret.』 - エリー・グラハム - 『Are You There God? It's Me, Margaret.』 - アリアナ・グリーンブラット - 『バービー』 - イマン・ヴェラーニ - 『マーベルズ』 - ヴァイオレット・マッグロウ - 『M3GAN ミーガン』 |
| スタント賞 | ウィリアム・ホールデン生涯功労賞 |
| - 『ミッション:インポッシブル/デッドレコニング PART ONE』 - 『ジョン・ウィック:コンセクエンス』 - 『ザ・キラー』 - 『Polite Society』 - 『サイレント・ナイト』 | - ニコラス・ケイジ - ポール・ジアマッティ - 宮崎駿 - ジュリアン・ムーア - ロドリゴ・プリエト |